# Jamides aetherialis
Jamides aetherialis is een vlinder uit de familie van de Lycaenidae. De wetenschappelijke naam van de soort is voor het eerst gepubliceerd in 1884 door Arthur Gardiner Butler.
Deze vlinder komt voor in Nieuw-Guinea, de Dampier-archipel en op de Solomonseilanden.